# Quận của Pháp

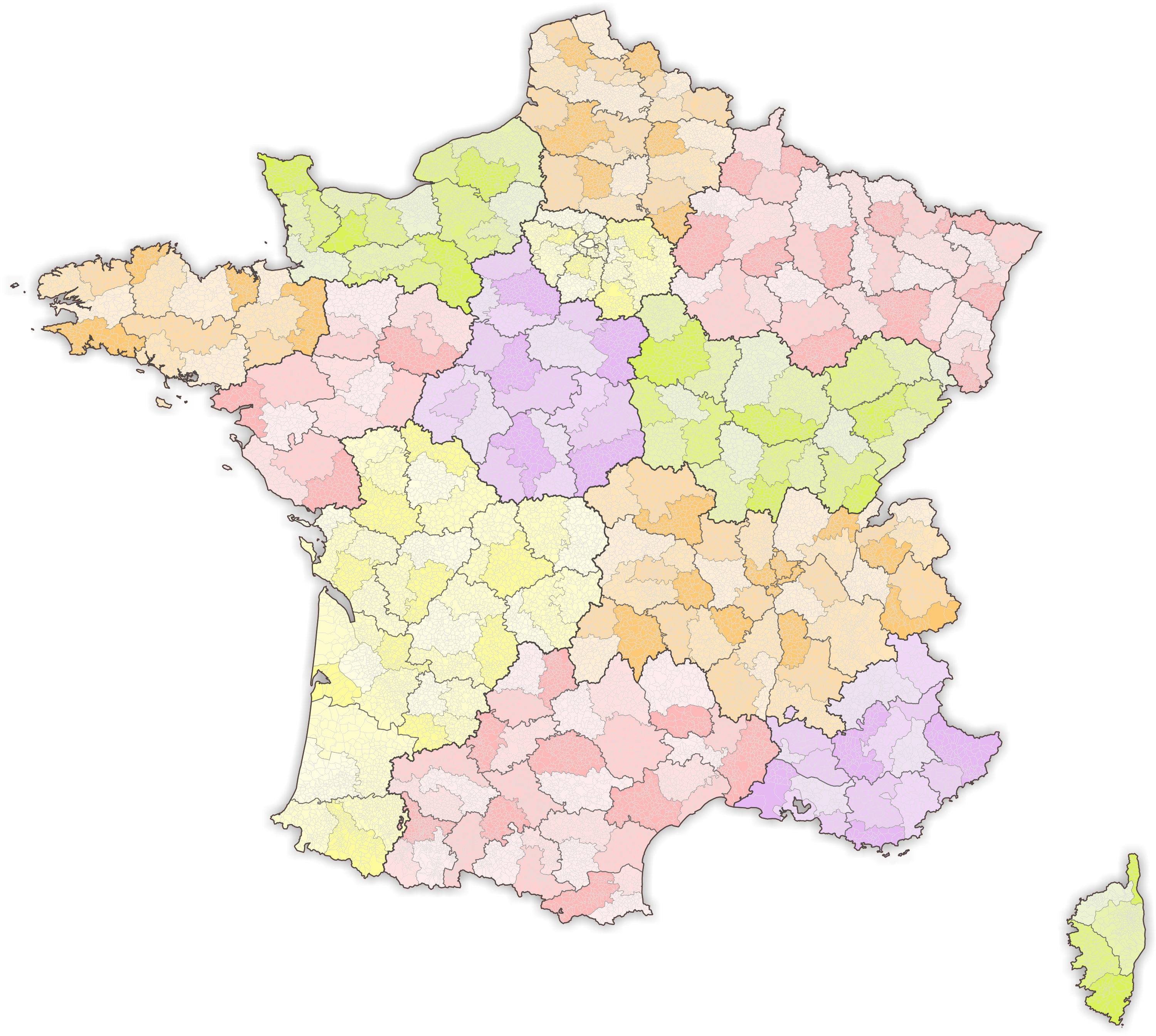
Bản đồ các quận của Pháp.

101 tỉnh của Cộng hòa Pháp được phân chia thành 342 quận,. Một quận của Pháp được phân chia thành các tổng và xã, không phân biệt đô thị hay nông thôn, cũng không có tư cách pháp nhân và vì thế các viên chức quận không do dân chúng bầu lên.
Thủ phủ của một quận được gọi là quận lị (sous-préfecture). Khi một quận gồm có tỉnh lị (thủ phủ) của tỉnh thì tỉnh lị đó đóng vai trò vừa là quận lị và vừa là tỉnh lị.

## Vai trò và hành chính
Việc điều hành một quận là trách nhiệm của một quận trưởng (tiếng Pháp: sous-préfet), phụ giúp tỉnh trưởng (préfet).
Không giống như các vùng, tỉnh và xã, các quận không có tư cách pháp nhân theo công luật. Vì thế, quận không có hội đồng quận và cũng không có các viên chức dân cử điều hành.

## Lịch sử
Khái niệm về quận được đề nghị vài lần như một cuộc cải tổ hệ thống hành chính trong khoảng thời gian giữa thế kỷ 15 và 18. Nổi bật là đề nghị của một quan chức thuộc vùng Bretagne là Caze de La Bove trong cuốn hồi ký của ông có tựa đề Mémoire concernant les subdélégués de l'intendance de Bretagne năm 1775.
Quận được thành lập sau Cách mạng Pháp vào ngày 28 tháng 5 năm thứ 8 lịch cộng hòa (tức là 17 tháng 2 năm 1800). Trong một vài giai đoạn nào đó trong lịch sử Pháp, quận đã phục vụ vai trò trong việc bầu lên lập pháp, đặc biệt trong Đệ tam Cộng hòa Pháp. Năm 1926, 106 quận bị chính phủ bắt ngưng hoạt động. Một số quận này được tái phục chế vào năm 1942.

## Thống kê
Đa số tỉnh chỉ có ba hoặc bốn quận. Các tỉnh Paris và Belfort có chỉ một quận trong khi đó tỉnh Moselle có đến 9 quận. Tỉnh Mayotte không có quận nào.